# Scarborough Fair
Scarborough Fair ist ein traditionelles englisches Volkslied, dessen Autor unbekannt ist. Die heute wohl bekannteste Version ist die Interpretation von Simon & Garfunkel, die erstmals 1966 auf dem Album Parsley, Sage, Rosemary and Thyme erschien. Oft wird das Lied im Duett mit einer Frauen- und einer Männerstimme gesungen.

## Herkunft
Der Name lässt sich auf das Mittelalter zurückführen, als die nordenglische Küstenstadt Scarborough ein wichtiger Treffpunkt für Kaufleute aus ganz England war. Am 15. August jedes Jahres begann dort eine 45-tägige große Handelsmesse, genannt Scarborough Fair, die für damalige Verhältnisse sehr lang war.
Das Lied wurde vermutlich im 16. oder 17. Jahrhundert geschrieben. Es ist wahrscheinlich, dass es aus der schottischen Folk-Ballade The Elfin Knight entstanden ist. Es wurde, nachdem es von Stadt zu Stadt überliefert worden war, mehrfach verändert. So kommt es, dass heute dutzende Strophen existieren, von denen jedoch meistens nur wenige gesungen werden.

## Text
Das Lied handelt von einem ehemaligen Liebespaar, das sich nun gegenseitig unlösbare Aufgaben stellt, um wieder zu einem Paar werden zu können. Die letzte Strophe weist darauf hin, dass es nicht darauf ankomme, die Aufgaben zu erfüllen; es zähle der Versuch, sich diesen zu stellen.
| Beide: | |
| Are you going to Scarborough Fair? Parsley, sage, rosemary and thyme, Remember me to one who lives there, For she once was a true love of mine. | Gehst du auf den Markt von Scarborough? Petersilie, Salbei, Rosmarin und Thymian, Grüße jemanden, der dort wohnt, von mir, Denn sie war einst meine Liebste. |
| Mann: | |
| Tell her to make me a cambric shirt, Parsley, sage, rosemary and thyme, Without no seam nor fine needlework, And then she’ll be a true love of mine. Tell her to wash it in yonder dry well, Parsley, sage, rosemary and thyme, Which never sprung water nor rain ever fell, And then she’ll be a true love of mine. Tell her to dry it on yonder thorn, Parsley, sage, rosemary and thyme, Which never bore blossom since Adam was born, And then she’ll be a true love of mine. Ask her to do me this courtesy, Parsley, sage, rosemary and thyme, And ask for a like favour from me, And then she’ll be a true love of mine.                     | Sag ihr, sie soll mir ein Batisthemd machen, Petersilie, Salbei, Rosmarin und Thymian, Ohne jeden Saum oder Naht, Und dann wird sie meine Liebste sein. Sag ihr, sie soll es in dem trockenen Brunnen waschen, Petersilie, Salbei, Rosmarin und Thymian, Der noch nie Wasser geführt und in den es nie geregnet hat, Und dann wird sie meine Liebste sein. Sag ihr, sie soll es auf dem Dorngestrüpp trocknen, Petersilie, Salbei, Rosmarin und Thymian, Das noch nie geblüht hat, seit Adam geboren wurde, Und dann wird sie meine Liebste sein. Bitte sie, mir diesen Gefallen zu tun, Petersilie, Salbei, Rosmarin und Thymian, Und frag sie, ob ich für sie auch etwas Ähnliches tun kann, Und dann wird sie meine Liebste sein.          |
| Beide: | |
| Have you been to Scarborough Fair? Parsley, sage, rosemary and thyme, Remember me from one who lives there, For he once was a true love of mine. | Warst du auf dem Markt von Scarborough? Petersilie, Salbei, Rosmarin und Thymian, Grüße mich von jemandem, der dort wohnt, Denn er war einst mein Liebster. |
| Frau: | |
| Ask him to find me an acre of land, Parsley, sage, rosemary and thyme, Between the salt water and the sea strand, For then he’ll be a true love of mine. Ask him to plough it with a sheep’s horn, Parsley, sage, rosemary and thyme, And sow it all over with one peppercorn, For then he’ll be a true love of mine. Ask him to reap it with a sickle of leather, Parsley, sage, rosemary and thyme, And gather it up with a rope made of heather, For then he’ll be a true love of mine. When he has done and finished his work, Parsley, sage, rosemary and thyme, Ask him to come for his cambric shirt, For then he’ll be a true love of mine. | Bitte ihn, für mich einen Morgen Land zu finden, Petersilie, Salbei, Rosmarin und Thymian, Zwischen dem Salzwasser und dem Strand der See, Denn dann wird er mein Liebster sein. Bitte ihn, es mit einem Schafshorn zu pflügen, Petersilie, Salbei, Rosmarin und Thymian, Und ein Pfefferkorn über die ganze Fläche auszusäen, Denn dann wird er mein Liebster sein. Bitte ihn, es mit einer Sichel aus Leder zu ernten, Petersilie, Salbei, Rosmarin und Thymian, Und die Ernte mit einer Schnur aus Heidekraut zu bündeln, Denn dann wird er mein Liebster sein. Wenn er mit all der Arbeit fertig ist, Petersilie, Salbei, Rosmarin und Thymian, Dann soll er kommen und sich sein Batisthemd holen, Denn dann wird er mein Liebster sein. |
| Beide: | |
| If you say that you can’t, then I shall reply, Parsley, sage, rosemary and thyme, Oh, Let me know that at least you will try, Or you’ll never be a true love of mine. | Wenn du sagst, dass du das nicht kannst, dann antworte ich: Petersilie, Salbei, Rosmarin und Thymian, Sag mir, dass du es wenigstens versuchen wirst, Oder du wirst niemals mein Liebling sein. |

### Der RefrainParsley, sage, rosemary and thyme
Der Refrain Parsley, sage, rosemary and thyme hat eine symbolische Bedeutung:
- Petersilie wurde früher als Verdauungsmittel gegessen und sollte gleichzeitig die Bitterkeit in der Nahrung entfernen. Mittelalterliche Ärzte benutzten diese Pflanze auch zu einem spirituellen Zweck. In Märchen und Geschichten stand die Pflanze für Tod und Unglück, aber ebenso auch für die Liebe.[3]
- Salbei galt schon lange als ein Symbol für Kraft und innere und äußerliche Reinheit. Salbei leitet sich vom lateinischen Wort „salvus“ ab, was „gesund“ bedeutet.[4]
- Rosmarin stellt Treue, Liebe und Erinnerung dar. Brautkränze aus Rosmarin waren früher fester Bestandteil des Hochzeitsbrauchtums.[5]
- Thymian symbolisiert in erster Linie Mut, Stolz und Tapferkeit. Zu der Zeit, als das Lied geschrieben wurde, trugen Ritter oft Schilde mit einer aufgemalten Thymianpflanze, wenn sie in den Kampf zogen.[6]

Das lyrische Ich im Lied wünschte sich mit der Nennung dieser vier Pflanzen Milde, um die Bitterkeit in der Beziehung zu lindern, seelische Kraft, für die Zeit, in der das ehemalige Paar voneinander getrennt ist, Treue, um zusammenzubleiben, auch wenn beide gerade alleine sind; und auch Ermutigung, damit beide die „unmöglichen Dinge“ tun und wieder zusammenkommen können, sobald dies möglich ist.
Als zweite Betrachtungsweise kann man auch deren abtreibende Wirkung betrachten. Gerade Petersilie und Salbei wurden früher häufig als natürliche Abtreibungsmittel genutzt, da diese in zu hoher Dosis zu Kontraktionen der Gebärmutter führen können. In einigen Büchern wird ebenso auch vor dem vermehrten Verzehr von Rosmarin und Thymian gewarnt, da diese ebenfalls diese Wirkung haben können. Jedoch waren andere Kräuter wesentlich bekannter für diese Wirkung, etwa Beifuß, Raute oder Safran.
Dadurch kann man das Lied auch als Aufforderung des Mannes an seine ehemalige Liebe interpretieren, sich erneut um ihn zu bemühen, wobei zwischen ihnen ein ungewolltes Kind steht. Das mehrfache Aufsagen dieser einfach zu findenden Küchenkräuter mit dieser speziellen Wirkung kann dann als Aufforderung zur bzw. Verhinderung einer Abtreibung gewertet werden. Das Batisthemd wäre dann als Totenhemd interpretierbar, das gar nicht für den Mann, sondern letztlich für das Kind gedacht ist. Oft wurden diese früher von der gesamten Familie genäht, indem jeder einen Stich hinzufügte. Ein Hemd ohne Stiche für die Naht wäre demnach im übertragenen Sinne ein Hemd ohne Mitwirkung der Familie, also ein heimlich genähtes. Die ebenso unmögliche Aufgabe der Frau ihm gegenüber, mit einem Pfefferkorn ein ganzes Feld einzusäen, kann als ihre Ablehnung verstanden werden: Pfeffer war damals sehr wertvoll, ein ganzes Feld wäre ein großes Vermögen gewesen. Dies lässt darauf schließen, dass es dem Mann nicht möglich ist, ein Vermögen aufzubauen, so dass die Frau bei ihm keine gesicherte Existenz für eine Familie sieht und das Kind lieber abtreibt. Das ist jedoch nicht eindeutig, da es ja andererseits der Mann ist, der auf die Herstellung des Hemdes besteht.
Die Tatsache, dass es sich um eine ehemalige Liebe handelt, zeigt auch, dass die beiden nicht verheiratet sind, und macht die Problematik des Kindes zwischen ihnen deutlich, zumal eine Beziehung vor der Ehe damals als Sünde galt.
Das Lied steht in der Kirchentonart (Modus) Dorisch, was für das englische Liedgut der ausgehenden Renaissance recht typisch ist (vgl. Greensleeves), für die Ohren des 20. Jahrhunderts jedoch einen archaischen Charakter hatte, was der Wiederentdeckung und -verwendung zugutekam.

## Versionen
Eine erste Aufnahme des Liedes entstand durch die Verwendung der Melodie in dem Film Man Hunt von Fritz Lang (1941). 1955 veröffentlichten Gordon Heath und Lee Payant eine Einspielung auf ihrem Album Encores From The Abbaye, welcher eine gedruckte Notenausgabe des englischen Liedersammlers und Musikgelehrten Frank Kidson (1891) zugrunde lag.
Die heute bekannte Melodiefassung wurde durch Simon & Garfunkel geprägt; ihre Aufnahme Scarborough Fair/Canticle erschien 1966 auf dem Album Parsley, Sage, Rosemary and Thyme. Paul Simon lernte das Lied 1965 von Martin Carthy in London und fügte den Kontrapunkt von Canticle, einer Neuaufnahme seines Songs The Side of a Hill, hinzu. 1968 wurde das Lied als Soundtrack zu dem Film Die Reifeprüfung als Single veröffentlicht und erreichte Platz 11 der US-Charts. Das Copyright liegt ausschließlich bei Paul Simon, womit Martin Carthy nicht einverstanden war, da er eigentlich die „traditionelle Quelle“ war. Eine Versöhnung zwischen den beiden gab es erst im Jahre 2000, als Paul Simon das Lied gemeinsam mit Carthy bei einem Konzert in London sang.
Es existieren zahlreiche Bearbeitungen in verschiedenen Stilen der Popularmusik, wie die untenstehende Liste zeigt. Eine Zwischenstellung zur so genannten Ernsten Musik stellen oft aufwendige Bearbeitung für große Besetzungen, beispielsweise Blasorchester und Chorbesetzungen, dar. Eindeutig im Stile der Kunstmusik, kompositorisch weit über den engen Horizont der Bearbeitung hinaus reichend, seien hier die Fassungen der King Singers (mit dem kubanischen Gitarristen Manuel Barrueco), die an der englischen Gambenmusik des frühen 16. Jahrhunderts orientierte Fassung des Quadriga Consorts und die kammermusikalische Komposition Fantasie über Scarborough Fair des in Österreich wirkenden Gitarristen Michael Sieberichs-Nau genannt.

Es gibt zahlreiche weitere Versionen des Liedes, die sich meistens auf eine Auswahl der oben genannten Strophen beschränken; als bekannte Interpreten zu nennen sind:
- 6-Zylinder
- Angelo Branduardi
- Angelo Kelly
- Ataraxia
- Aurora (als Titelsong der brasilianischen Telenovela Deus Salve o Rei – Gott schütze den König)
- Bill Cunliffe (instrumental, in A Paul Simon Songbook)
- Bob Dylan (mit Auszügen aus dem Volkslied in seiner Adaption Girl from the North Country)
- Brainbox
- Bryn Terfel
- Carly Simon
- Celtic Woman
- Deborah Sasson
- Desireless & Operation of the Sun (unter dem Titel Jig)
- Elane
- Faun (unter dem Titel Thymian und Rosmarin vom Album Von den Elben)
- Frank Schöbel (Unter dem Titel Komm mit mir ans Meer)
- Gershon Kingsley[18]
- Gregorian
- Harry Belafonte
- Hayley Westenra
- Helene Fischer (Unter dem Titel Meine Welt)
- Herbie Hancock
- James Last
- John Renbourn
- Juliane Werding (mit Ulrike Sauerland) (Nadza)
- Justin Hayward
- Kristof Schreuf (mit dem Text von My Generation (The Who); 2010)
- Lana Del Rey
- Leaves’ Eyes (auf dem 2009 veröffentlichten Album Njord)
- Loreena McKennitt
- Marianne Faithfull
- Marshall & Alexander (auf dem 2006 veröffentlichten Album Try To Remember)
- Martin Carthy
- Mediæval Bæbes
- Michael Völkel Instrumentalversion für Akustikgitarre
- Michael Sieberichs-Nau Instrumentalversion für Flöte (Violine), Oboe (Violine), Gitarre (Tasteninstrumente oder Harfe), Cello (Gambe)[19]
- Midori
- My Dying Bride
- Nana Mouskouri
- Nolwenn Leroy
- Omnia (Unter dem Titel The Elven Lover)
- Paddy Schmidt
- Paola (Unter dem Titel Eine Insel am Ende der Welt)
- Paul Desmond (Jazz-Interpretation im 5/4-Takt, 1969 auf dem Album Bridge Over Troubled Water)
- Peggy March (Unter dem Titel Die Stadt im Meer)
- Peter Herbolzheimer
- Peter Hofmann und Deborah Sasson
- Quadriga Consort
- Queensrÿche
- Roger Whittaker
- Sandie Shaw
- Santiano (Unter dem Titel Garten Eden auf dem Album Bis ans Ende der Welt)
- Sarah Brightman
- Scooter (Unter dem Titel Scarborough Affair)
- Selphius
- Sérgio Mendes
- Shirley Collins & Joan Baez
- The Enid
- The Gothard Sisters
- The King’s Singers
- The Stone Roses (Übernommene Melodie; unter dem Titel Elizabeth My Dear)
- Timmy Trumpet & TNT (Technoboy ’n’ Tuneboy) (als Hardstyle-Version)
- Tori Amos
- Urban Trad
- Vicky Leandros (die eine französische, deutsche und griechische Version aufnahm)

## Weitere Rezeption
Der Titel der britischen Kriminal-Fernsehserie Rosemary & Thyme (2003–2007) ist an dieses Lied angelehnt und nutzt eine von Christopher Gunning komponierte Adaption als Titelmusik.

## Einzelbelege
1. ↑  History of the Folk Song 'Scarborough Fair'. Abgerufen am 5. Juli 2023 (englisch).
2. ↑  Frank Kidson: Traditional tunes; a collection of ballad airs, chiefly obtained in Yorkshire and the south of Scotland; together with their appropriate words from broadsides and from oral tradition. C. Taphouse & son, Oxford 1891 (hathitrust.org [abgerufen am 26. März 2022]).
3. ↑  anna: Petersilie (Petroselinum crispum). 17. März 2018, abgerufen am 2. März 2021 (deutsch).
4. ↑  Duden | Salbei | Rechtschreibung, Bedeutung, Definition, Herkunft. Abgerufen am 24. November 2024.
5. ↑  Heilpflanze, Würzkraut und Symbol ewiger Treue Um den duftenden Rosmarin ranken sich uralte Mythen und Bräuche. Abgerufen am 2. März 2021.
6. ↑  Die Symbolik der Pflanzen | Hauenstein AG. Abgerufen am 2. März 2021.
7. ↑  Muvs – Petersilie. Ehemals im Original (nicht mehr online verfügbar); abgerufen am 2. März 2021 (englisch). (Seite nicht mehr abrufbar. Suche in Webarchiven)
8. ↑  Franziska Behner: Deshalb ist Salbeitee in der Schwangerschaft gefährlich. Abgerufen am 2. März 2021.
9. ↑  Muvs – Rosmarin. Abgerufen am 2. März 2021 (englisch).
10. ↑  Thymian – Thymiantee. 10. Februar 2021, abgerufen am 2. März 2021.
11. ↑  Abtreibung – Mittelalter-Lexikon. Abgerufen am 2. März 2021.
12. ↑  Die Dosis macht das Gift. 15. August 2004, abgerufen am 2. März 2021.
13. ↑  Tod und Totengeleit, Trauersitten, Totenbräuche, Leichnam. Abgerufen am 2. März 2021.
14. ↑  Pfeffer: Im Mittelalter ließen sich mit dem Gewürz Schulden bezahlen. In: Die Welt. 9. Juni 2005 (welt.de [abgerufen am 2. März 2021]).
15. ↑  Sexualität im Mittelalter. Abgerufen am 2. März 2021: „Außereheliche Aktivitäten wurden sittlich gebrandmarkt, gesetzlich geregelt und zum Teil mit drakonischen Strafen sanktioniert. Als Ideal oder zumindest als Gebot sah man die Jungfräulichkeit an, deren voreheliche Preisgabe die Frau belastete und marginalisierte.“
16. ↑  Gordon Heath: Scarborough Fair. In: Youtube. Abgerufen am 2. März 2021 (englisch).
17. ↑  Traditional tunes; a collection of ballad airs, chiefly obtained in Yorkshire and the south of Scotland; together with their appropriate words from broadsides ... Abgerufen am 30. Mai 2022 (englisch).
18. ↑  Gershon Kingsley - Scarborough Fair. Abgerufen am 6. September 2022 (deutsch).
19. ↑  Michael Sieberichs-Nau - Ausgaben Konzertmusik. Abgerufen am 5. April 2024.
20. ↑  Felicity Kendal, Pam Ferris, Ryan Philpott: Rosemary & Thyme. Carnival Film & Television, 31. August 2003, abgerufen am 5. Juli 2023.